# Acyrthosiphon parvum
Acyrthosiphon parvum är en insektsart som beskrevs av Carl Julius Bernhard Börner 1950. Acyrthosiphon parvum ingår i släktet Acyrthosiphon och familjen långrörsbladlöss. Inga underarter finns listade i Catalogue of Life.